# Sperchios
Der Sperchios (griechisch Σπερχειός, altgr. Transkription Spercheios; auch Alamana Αλαμάνα, lateinisch Spercheus) ist ein Fluss in der Region Mittelgriechenland in Griechenland.

## Geographie
Der Sperchios entspringt am Tymfristos-Massiv im Regionalbezirk Evrytania. Er passiert südlich das Tymfristos-Massiv, die Ortschaft Lianokladi und tritt anschließend in die Ebene von Fthiotida auf Höhe der Ortschaft Makrakomi ein. Anschließend fließt der Sperchios in östlicher Richtung durch die Ebene von Fthiotida, wobei er die Stadt Lamia südlich passiert. Die südlich von Lamia ursprünglich vorhandenen Sumpf- und Feuchtgebiete wurden trockengelegt, der Sperchios kanalisiert. Er mündet nach 82 km in den Malischen Golf.
Der Sperchios hat mehrere Nebenflüsse. Die wichtigsten rechts zufließenden Nebenflüsse sind der Roustanitis und die Bistrica. Weitere kleinere Nebenflüsse sind der Mavroneri Fthiotidas, der Gorgopotamos und der Asopos Fthiotidas. Die drei letzteren Nebenflüsse mündeten ursprünglich in den Malischen Golf. Durch die Kanalisierung und Verlegung der Sperchios-Mündung um ca. acht Kilometer nach Osten fließen die Nebenflüsse jetzt direkt in den Sperchios. 
Der Eintrag von Sedimenten aus dem Sperchios führt zu einer zunehmenden Verlandung des Malischen Golfs (vergleiche hierzu die Verlandung des Thermopylen-Passes heute im Verhältnis zur antiken Topographie bspw. zum Zeitpunkt der ersten Schlacht bei den Thermopylen gegen die Perser 480 vor Christus).

## Geschichte
Der Fluss diente als Schauplatz der Schlacht von Alamana, die als erste griechische Niederlage gegen die Osmanen während der Griechischen Revolution einging. Am 20. April 1821 beschlossen Athanasios Diakos und andere Revolutionäre, die Übergänge des Flusses Alamana (Sperchios) zu sichern, indem sie ihre 1500 Männer aufteilten. Ziel war es, den osmanischen Truppen den Weg nach der erst kürzlich eroberten Stadt Salona (Amfissa) zu versperren und ihre Verbindung nach Livadia zu unterbrechen. Ein Alternativplan von Ioannis Diovouniotis, die Osmanen bei Gorgopotamos anzugreifen, wurde verworfen.